# じゃじゃ馬ならし (テレビドラマ)
『じゃじゃ馬ならし』（じゃじゃうまならし）は、1993年（平成5年）7月5日から9月20日まで、フジテレビ系「月9」枠にて放送された日本のテレビドラマ。
主演は中井貴一と観月ありさ。
なお、これまで続いていたテレビ大分での同枠同時ネットはこの作品が最後となった（次作『あすなろ白書』以降は異時ネットに降格）。

## 概要
人気俳優の中井貴一と当時、人気絶頂であったアイドルの観月ありさの意外な競演で、平均21.8%の高視聴率を獲得し、話題を呼んだ。他にも、ブレイク直前であった内田有紀、いしだ壱成、武田真治、本上まなみ、三井ゆりら若手が多く起用された。また、脇役陣は、珍しく悪役を演じた草刈正雄、西村雅彦といった熟練派で固められた。
ディレクターの星護が前作『放課後』で使用したガーゴイル像やP's Dinerが再び登場し、以後『ヘルプ!』などでも使用されるなど、星の演出の定番となる。また、洋楽ミュージシャンの名前が劇中の様々な固有名詞に使われていた。
VHS、LD、DVD、Blu-rayなども含めて、ソフト化については実現していない。また、テレビでの再放送なども極端に少なく、動画配信サービスでも配信されていない幻の作品として知られている。
このドラマでの共演がきっかけで、中井は観月主演のドラマ『ヘルプ!』や『私を旅館に連れてって』などに度々友情出演している。

## ストーリー
マーキュリーコーポレーション社員の山田隆一郎は、社長の北原まゆみと結婚するが、まゆみは結婚式が終わった直後に交通事故で死亡してしまう。さらに葬儀で悲しみにくれる隆一郎の前に、まゆみの娘と名乗る北原夏美が姿を現す。
父娘として二人で暮らすようになるが、経営の実権を狙う取締役久保田勝二の暗躍により突然、隆一郎は失脚して次期社長の座を追われてクビになる。さらに、まゆみの遺産であった豪邸をも手放さざるをえなくなり、木造オンボロのアパート『フィルコリンズ世田谷』に移り住む羽目となる。そして隆一郎は「夏美の父親代わり」になることと、夢であったテーマパーク、マーキュリーランドを建設しようとする。
仕事を失った隆一郎は、夏美の学費のためにアルバイトをしながら頑張ろうとするが、匿名の振り込みがあり、夏美の学費を賄えることになる。そして、マーキュリーコーポレーションにも社員として戻ることができた隆一郎は、亡くなったまゆみの夢であった「テーマパーク建設されるはずの土地」が久保田による商業開発が進められていることや、夏美を養女にしようとしていることを知り、入社を諦めて阻止しようとする。
匿名での振り込みは、アメリカにいる夏美の実の父親伊部真からだった。そして、その実父が夏美に会いに日本へやってきて、隆一郎に父親だと打ち明ける。そんな時、隆一郎に以前から好意を寄せていた亮子の気持ちに応えようと、隆一郎は亮子にプロポーズした。それを偶然聞いてしまった夏美は、自分が邪魔になるのではと思い、実父とアメリカで暮らすことを決意する。だが、それを知った隆一郎は空港へ行き夏美を止め、改めて一緒に暮らすことになる。
久保田の息子である久保田肇や、幼馴染の玉置亜矢の力を借りて、久保田の商業開発を阻止することに成功する。しかしそんな時、自分に片思いしている変わり者だと思っていた友人の清水直人が病気で亡くなってしまう。隆一郎を男性として意識し始めていた夏美は、友人の死によって「自分の気持ちに素直になろう」と思い、隆一郎に告白をする。
商業開発を失敗した久保田は、隆一郎を陥れようと『偽の帳簿』をでっちあげ、横領の罪で隆一郎は逮捕されてしまう。夏美は社員である亮子の助けも借り、本物の帳簿を手に入れることに成功し、隆一郎は釈放される。久保田は社長の座を追われることになり、隆一郎は再びマーキュリーコーポレーションの社長として、夢であるテーマパーク建設に意欲を見せるのだった。
夏美の告白に最初は戸惑っていた隆一郎も、亮子ではなく夏美が好きなことに気づき、2人は結婚することになる。2人の結婚式の場面で、ハッピーエンドで物語は幕を閉じようとするが……。

## エピローグの予告編

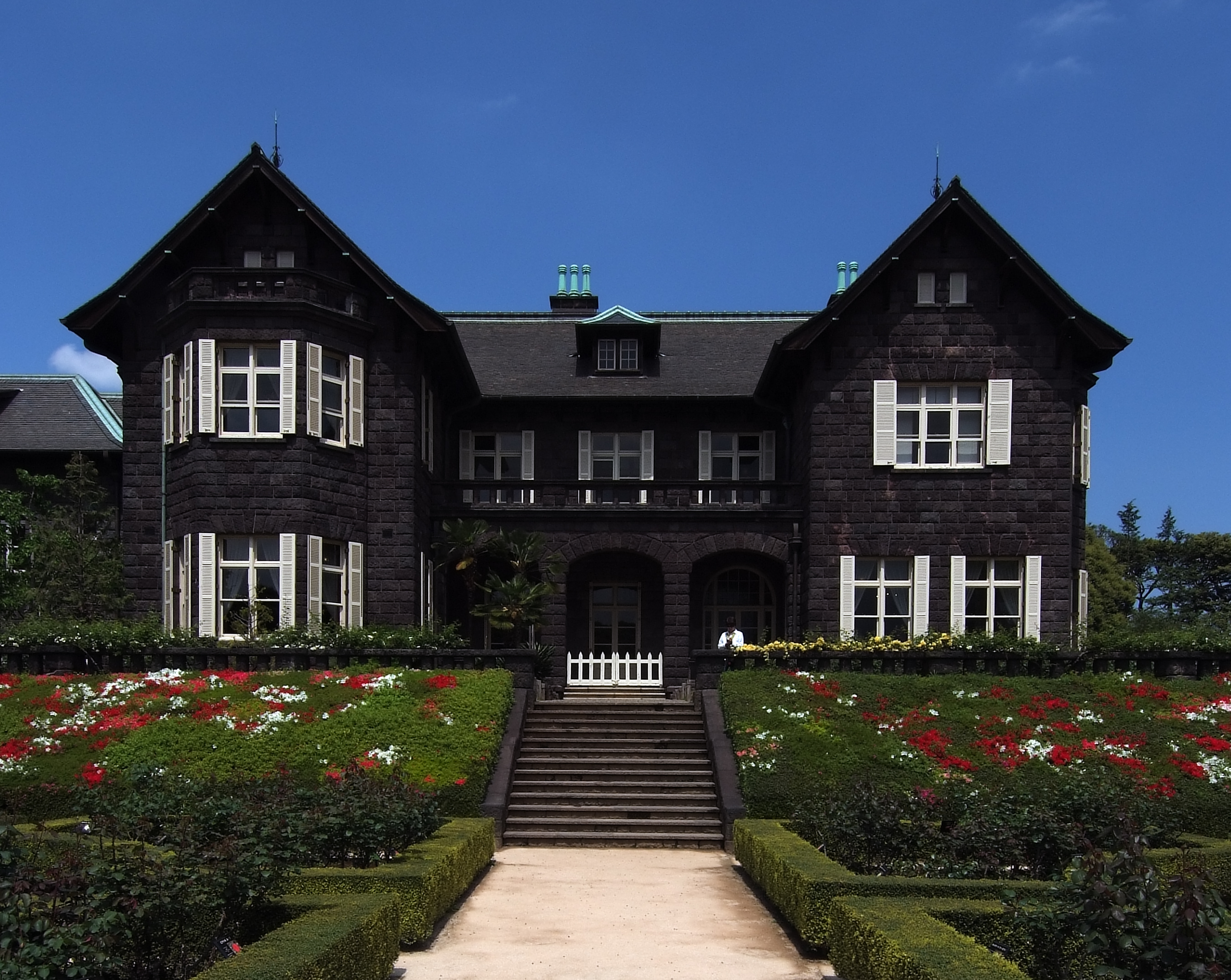
ドラマ内で北原まゆみの豪邸として登場した、旧古河庭園の正面。

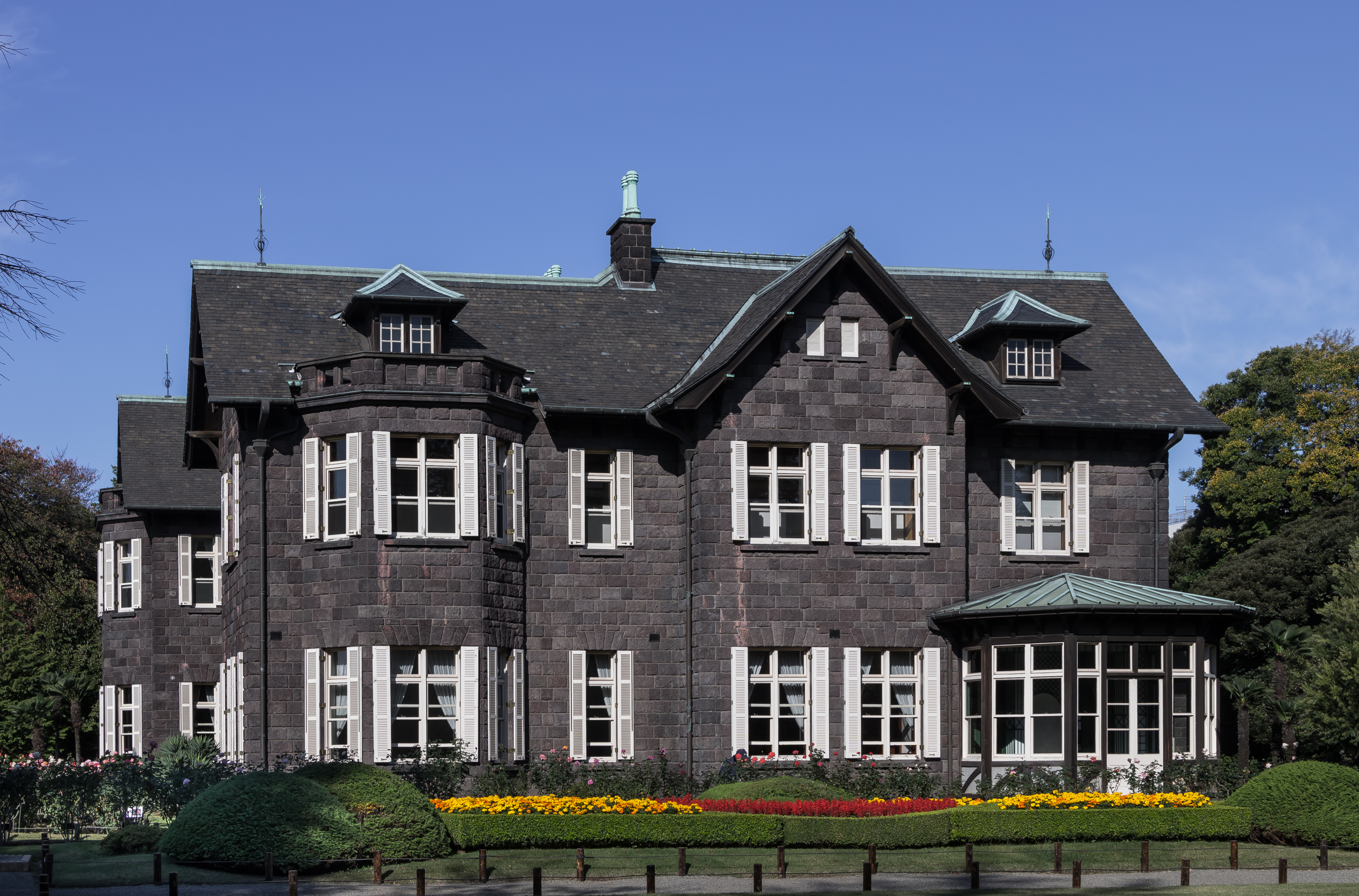
ドラマ内で北原まゆみの豪邸として登場した、旧古河庭園の東側。

最終話のエピローグでは、後日談として、数年後、再び大波乱の運命が主人公二人に訪れることになるという「続編の予告編」が放送されている。これはこのドラマが「次回の予告編」を放送する形式であったため、「架空の予告編」として作られたものである。
よって、2022年現在に至るまで続編などは制作されておらず、一種のパロディー的な演出 (クリフハンガー) とされている。波乱万丈だった主人公たちが、今後も同様であるという内容である。
エピローグは、下記のような内容である。
- 作れなくなるマーキュリーランド
- 警備員につまみ出される夏美
- 崩れさる「見ざる聞かざる言わざるのガーゴイル」
- 敵対していた久保田の味方宣言
- 応戦する渡部利夫
- 無職になってしまう隆一郎と久保田
- 死んでしまったはずの清水直人にそっくりな弟が登場
- プロレスラーにつまみ出される隆一郎
- 寺島進に買収されるP's Diner
- 「もう一度やるよ」と誓い合う夏美と隆一郎

また、この最終話の架空予告編の冒頭での「山田隆一郎のセリフ」は、最終話の編集終了後、最終チェックでどうしても納得できなかったプロデューサーが、このセリフを言わせるだけのために真夜中に中井を呼び出して収録したものである。

## キャスト

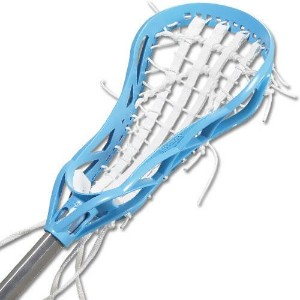
女子ラクロスのスティック

### 主人公
山田隆一郎（やまだ りゅういちろう）
演 - 中井貴一
「マーキュリーコーポレーション」の社員。社長の北原まゆみと結婚するが、結婚式の直後にまゆみを交通事故で亡くす。そして、まゆみの忘れ形見である娘の夏美と暮らすことになる。久保田のクーデターにより会社をクビになって失業し、まゆみの屋敷を失い、ボロアパートで夏美と暮らすことになる。
北原夏美（きたはら なつみ）演 - 観月ありさ
まゆみの娘。フィラデルフィアに留学していた。男勝りの勝ち気な性格で喧嘩っ早く、男相手でも互角以上に戦っている。部活はラクロス部で、ラクロスのスティックを持ち歩いている。実の父親とは会ったことがなく、名前なども知らなかった。

### マーキュリーコーポレーション
久保田勝二（くぼた かつじ）
演 - 草刈正雄
まゆみの死後、「マーキュリーコーポレーション」を乗っ取って社長に就任し、旧社長派の人間をすべてクビにした。まゆみを嫌っており、旧社長に関わる者をすべてクビにし、彼女の残した財産などもすべて奪い取った。
実は20年前に、まゆみの婚約者であり次期社長候補でもあったが、彼女が伊部真の子供を妊娠したことで婚約解消された経緯があり、彼女の事を逆恨みしていた。
川島良介（かわしま りょうすけ）
演 - 西村雅彦
久保田の部下で、腰巾着。取締役会などで緊張すると、極度のあがり症になる。上には媚びるが、下には偉そうに振る舞う。言動から察するに、決して仕事ができるタイプではなく、彼の腰巾着に徹することで出世した模様。
金沢修二（かなざわ しゅうじ）
演 - 金田明夫
久保田の部下。顧問弁護士。法律知識を武器にして、まゆみの屋敷や財産を夏美から奪った。
杉村亮子（すぎむら りょうこ）
演 - 鶴田真由
「マーキュリーコーポレーション」の社員。まゆみに恩義があるが、唯一、久保田の制裁に遭わずに社長秘書を続けていた。隆一郎に惚れていることに気づき、アプローチするようになる。隆一郎のアパートに差し入れに行くたびに、彼が夏美や亜矢といかがわしい行為をしていると誤解して、彼をビンタしている。
高木（たかぎ）
演 - 河原さぶ
「マーキュリーコーポレーション」の副社長。まゆみに大きな恩義を感じている。しかし、久保田のクーデターにより取締役会で解任決議により失脚。その際、心臓麻痺により倒れて入院し、一命は取り留めて回復したものの、会社は久保田のものとなり、クビにされてしまう。

### 生徒
久保田肇（くぼた はじめ）
演 - いしだ壱成
勝二の息子。夏美より一つ年上の先輩で、多くの女子からモテている。父に命じられて夏美の前に現れて、付きまとっている。次第に夏美に惚れていく。
清水直人（しみず なおと）
演 - 武田真治
久保田のクラスメイト。ナヨナヨした性格でストーカー気質。親が裕福なのか、反抗的な亜矢に不良グループをけしかけている。亜矢に惚れていたが、夏美が現れるとしれっと乗り換える。
玉置亜矢（たまき あや）
演 - 内田有紀
夏美の幼稚園時代の幼なじみ。夏美からは「タマ」と呼ばれている。障害のない恋愛に執着が持てないタイプで、自分よりモテる夏美の出現に喜んでいる。
佐藤みゆき（さとう みゆき）演 - 菊池あゆみ
亜矢の取り巻き。
西沢さとみ（にしざわ さとみ）
演 - 三井ゆり
亜矢の取り巻き。
秋野りか（あきの りか）
演 - 本上まなみ
亜矢の取り巻き。

### P's Diner
マスター
演 - 高杉亘
店のマスター。「P's Diner」が決めセリフ。髪を白いラインで染めている。
アンナ
演 - 植田あつき
ウェイトレス。トレイを肌身離さない。

### その他
伊部真（いべ まこと）
演 - 長谷川初範
夏美の実父。夏美の卒業までの学費を一括納付したことで、久保田たちに「彼女の実の父」ではないかと疑われることになる。「マーキュリーコーポレーション」の大株主であり、財界にもかなり顔が利く人物。「マーキュリーランド」を売却しようとする久保田の計画を阻止すべく、裏から手を回してことごとく潰すなど、社の内外に情報網と権力を持っている。
20年前、「マーキュリーコーポレーション」でまゆみの部下だったが、彼女と愛し合うようになった。しかし、彼女の父親の逆鱗に触れ、殺されたり将来を壊されかねない可能性があったことから、彼女の紹介で海外の企業に行くことになる。その際、彼からの追求を恐れたためか苗字を変えている。
蔵原圭三（くらはら けいぞう）
演 - 塩見三省
北原家に代々仕える執事。
渡部利夫（わたべ としお）
演 - 蛭子能収
現場作業員。
植原社長
演 - 森本レオ（特別出演）
片寄院長
演 - 宮内順子
御厨理事長
演 - 入川保則
福山頭取
演 - 庄司永建
福山夫人
演 - 木村翠
鮮魚店の店主
演 - 神戸浩
上野耕平（うえの こうへい）
演 - 阿久津健太郎
佐藤店長
演 - 佐戸井けん太
綿貫（わたぬき）警部
演 - 平泉成
ビルメンテナンス会社の社長
演 - 梶原善
吉崎教諭
演 - 斉藤暁
山際専務
演 - 森下哲夫
刑事
演 - 鈴木義男
並木教諭
演 - 紺野まりえ
メイド
演 - 夢野麿、紺野藍
横山秀子
演 - 小山田美里亜
山本清和
演 - 金子賢
牧師
演 - トニー・セテラ
男
演 - 寺島進
屈強な男たち
演 - 野上彰、小島聡

## スタッフ
- 企画 - 石原隆、鈴木吉弘
- プロデューサー - 塩沢浩二（フジテレビ）、岩田祐二（共同テレビ）
- 脚本 - 神山由美子、戸田山雅司、岡田惠和[注 3]
- 演出 - 星護、木下高男、河野圭太
- 演出補 - 二宮浩行、高丸雅隆
- 音楽 - 奥慶一
- 主題歌 - 観月ありさ『君が好きだから』（COLUMBIA）[2]
- テーマ音楽 - T-SQUARE『Tomorrow's Affair』[注 4]
- 挿入歌 - 山根康広『Get Along Together -愛を贈りたいから-』（第8話）
- 製作 - フジテレビ
- 製作著作 - 共同テレビ

## ロケ地
- 旧古河庭園

北原まゆみの大豪邸。
- セント・ジョセフ・インターナショナル・カレッジ

夏美たちの通っている高校。2000年（平成12年）に廃校となった。
- キャンプ座間

カフェ&バー「P's Diner」。撮影された施設は既に取り壊されている。
- ホテルラポール千寿閣

北原まゆみとの結婚式・葬儀が行われた場所。

## サブタイトル
| 第1話                                                      | 7月5日  | 突然、父親になる   | 神山由美子 戸田山雅司 | 星護     | 22.3% |
| 第2話                                                      | 7月12日 | 突然、貧乏になる   | 岡田恵和              | 星護     | 20.7% |
| 第3話                                                      | 7月19日 | 突然、信用を失う   | 岡田恵和              | 木下高男 | 22.5% |
| 第4話                                                      | 7月26日 | 突然、ドレスを着る | 戸田山雅司            | 木下高男 | 20.4% |
| 第5話                                                      | 8月2日  | 突然、倒れる       | 岡田恵和              | 河野圭太 | 20.7% |
| 第6話                                                      | 8月9日  | 突然、実父が来る   | 戸田山雅司            | 星護     | 23.5% |
| 第7話                                                      | 8月16日 | 突然、お別れ       | 岡田恵和              | 木下高男 | 19.6% |
| 第8話                                                      | 8月23日 | 突然、プロポーズ   | 岡田恵和              | 河野圭太 | 22.2% |
| 第9話                                                      | 8月30日 | 突然、走り出す     | 戸田山雅司            | 木下高男 | 22.5% |
| 第10話                                                     | 9月6日  | 突然、友人が死ぬ   | 岡田恵和              | 星護     | 21.3% |
| 第11話                                                     | 9月13日 | 突然、逮捕される   | 戸田山雅司            | 木下高男 | 23.9% |
| 最終話                                                     | 9月20日 | 突然結婚する、が   | 戸田山雅司            | 星護     | 21.9% |
| 平均視聴率 21.8%（視聴率は関東地区・ビデオリサーチ社調べ） |         |                    |                       |          |       |

## 再放送
DVD販売などはされておらず、作品の人気に反して再放送などが極めて少ない作品であるが、全く放送されていないわけではない。スカパー!では定期的に再放送が行われている。過去にその一部ではあるが、一覧を挙げる。
- 2005年11月28日～ … CS フジテレビ721
- 2006年4月頃 - スカパー!
- 2011年2月18日～ - CS ホームドラマチャンネル
- 2011年3月頃 - スカパー!
- 2015年9月19日～ - スカパー!
- 2020年3月19日～ - テレビ埼玉
- 2022年1月10日～ - テレビ神奈川[4]